# الانتخابات الرئاسية الأمريكية 2000
الانتخابات الرئاسية الأمريكية 2000 هي الانتخابات الرئاسية الأمريكية التي جرت في 7 نوفمبر 2000، لانتخاب رئيس الولايات المتحدة، فاز بالانتخابات جورج دبليو بوش.

## المرشحين
| المرشح         | الحزب       | عدد الأصوات |
| -------------- | ----------- | ----------- |
| جورج دبليو بوش | الجمهوري    | 271         |
| آل جور         | الديموقراطي | 268         |